# HD 215631
HD 215631，又名CP-77 1554，SAO 258069、HR 8664，是一颗恒星，视星等为6.73，位于銀經311.22，銀緯-38.05，其B1900.0坐标为赤經22h 41m 21.6s，赤緯-77° -38.05′ 43″。